# Christopher Strachey
Christopher S. Strachey (16 de noviembre de 1916 - 18 de mayo de 1975) fue un informático teórico británico Fue uno de los fundadores de la semántica formal y un pionero en diseño de lenguajes de programación y computadoras de tiempo compartido Fue miembro de la familia Strachey, destacada en el gobierno, arte, administración y en la academia.

## Vida
Christopher Strachey nació el 16 de noviembre de 1916, sus padres fueron Oliver Strachey y Ray Strachey en Hampstead (Londres), Inglaterra. Oliver Strachey fue el hijo de Richard Strachey y el bisnieto de sir Henry Strachey. Su hermana mayor fue la escritora Barbara Strachey. En 1919, la familia se mudó a 51 Gordon Square. Los Stracheys pertenecieron al Círculo de Bloomsbury cuyos miembros incluyeron a Virginia Woolf, John Maynard Keynes y el tío de Christopher, Lytton Strachey. A los 13, Christopher fue a la Escuela Gresham en Holt donde mostró signos de brillantez pero su desempeño general fue pobre. Fue admitido en el King's College (Cambridge) -donde estudió Alan Turing- en 1935 donde continuó descuidando sus estudios. Strachey estudió matemáticas y luego física. Al final de su tercer año en Cambridge, Strachey sufrió una crisis nerviosa, posiblemente relacionado con llegar a un acuerdo con su homosexualidad. Volvió a Cambridge pero solo logró una nota mediocre en Natural Sciences Tripos
Sin poder continuar con su educación, Christopher se unió a Standard Telephones and Cables (STC) como investigador en física. Su primer trabajo fue proveer análisis matemáticos para el diseño de válvula termoiónicas usadas en el radar. La complejidad de los cálculos requerían el uso de un analizador diferencial. Su experiencia inicial con una máquina de computación despertó su interés y comenzó a investigar el tópico. Le rechazaron una aplicación para un grado de investigación en la Universidad de Cambridge y continuó trabajando en STC a lo largo de la Segunda Guerra Mundial. Después de la guerra cumplió su ambición de larga data de convertirse en maestro en la Escuela de San Edmundo de Canterbury enseñando matemáticas y física. Tres años más tarde pudo cambiarse a la más prestigiosa Harrow School en 1949, donde se quedó por tres años.
En enero de 1951, un amigo lo presentó a Mike Woodger del National Physical Laboratory (NPL).